# Granada (provincie)

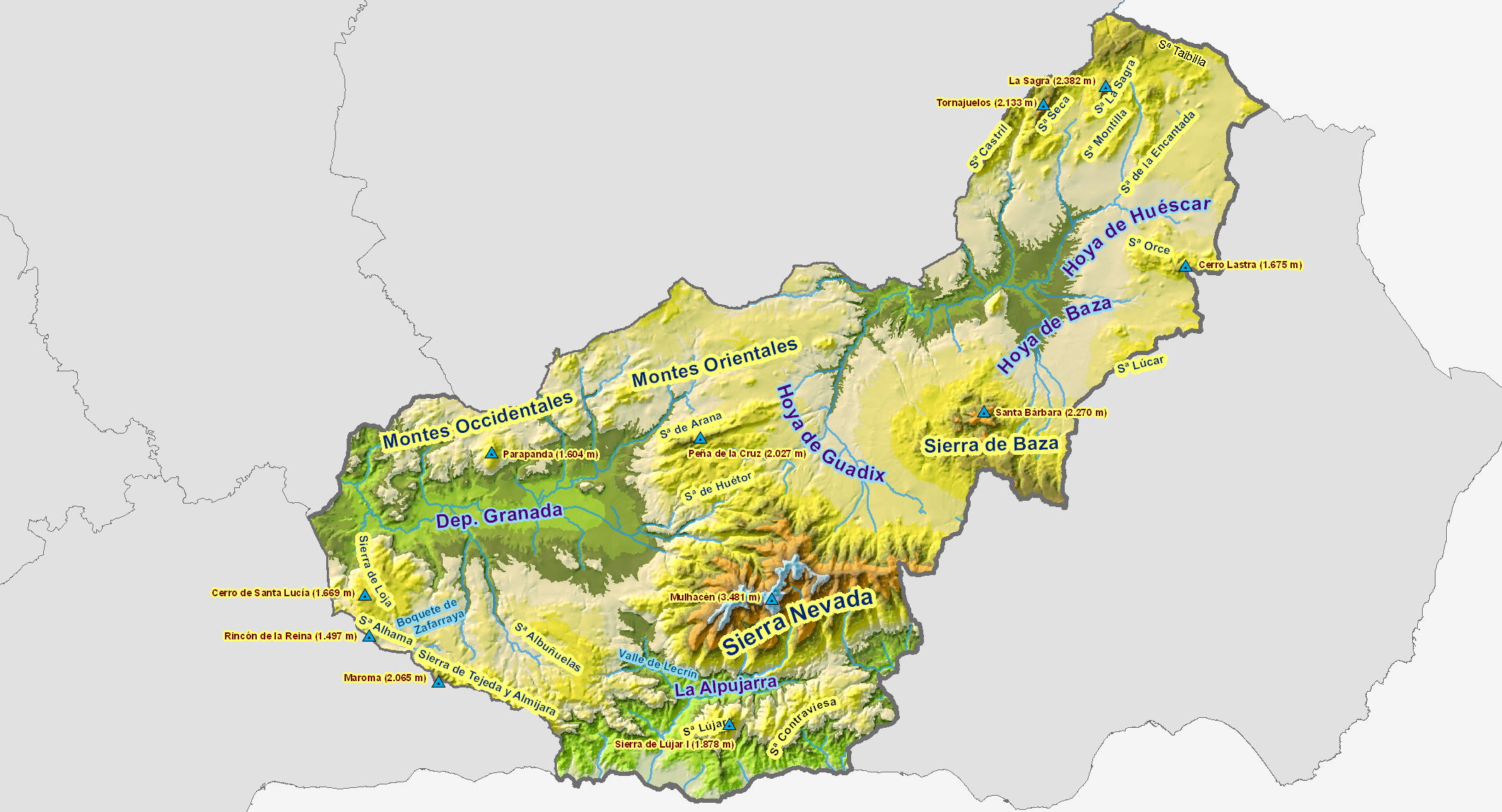
Reliëf van Granada

Granada is een provincie van Spanje en maakt deel uit van de regio Andalusië. De provincie heeft een oppervlakte van 12.647 km². De provincie telde 925.046 inwoners in 2021 verdeeld over 169 gemeenten.
Hoofdstad van Granada is Granada.

## Bestuurlijke indeling
De provincie Granada bestaat uit 10 comarca's die op hun beurt uit gemeenten bestaan.
 De comarca's van Granada zijn:
| De 10 Comarca's van de provincie Grenada |  | - Alhama - Alpujarra Granadina - Comarca de Baza - Costa Tropical - Comarca de Guadix - Comarca de Huéscar - Comarca de Loja - Los Montes - Valle de Lecrín - Vega de Granada |

Zie voor de gemeenten in Granada de lijst van gemeenten in provincie Granada.

## Demografische ontwikkeling
Bron: INE
Opm: Bevolkingscijfers in duizendtallen
Almeria · Cádiz · Córdoba · Granada · Huelva · Jaén · Málaga · Sevilla